# Výrovka
La Výrovka est une rivière de Tchéquie de 61 km de long. Elle est un affluent gauche du fleuve l'Elbe.